# The Rape of Lucrece
Le Viol de Lucrèce
Ne doit pas être confondu avec The Rape of Lucretia.
Pour les articles homonymes, voir Viol de Lucrèce.

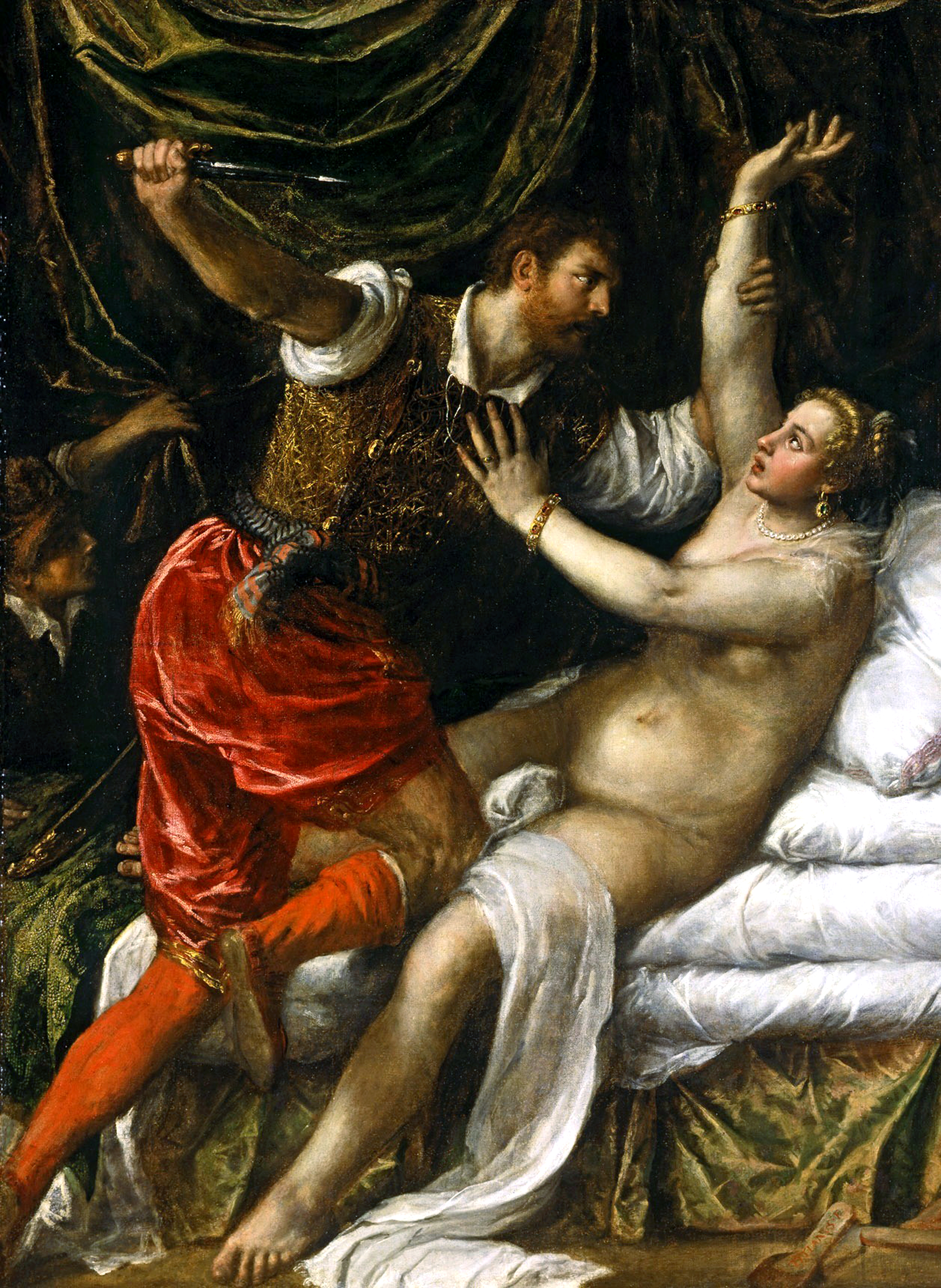
Le Viol de Lucrèce par Titien.

The Rape of Lucrece (Le Viol de Lucrèce) est un poème dramatique de William Shakespeare paru en 1594, et traitant du thème du viol de Lucrèce par Sextus Tarquin, dans la Rome antique.
Dans son précédent poème narratif de 1593, Vénus et Adonis, Shakespeare avait inclus une lettre de dédicace à son protecteur, le comte de Southampton, dans laquelle il lui promettait d'écrire « une œuvre plus grave » (« a graver work »). De fait, les 1906 vers du Viol de Lucrèce abordent des thèmes plus profonds que dans le précédent poème. 

## Publication et titre

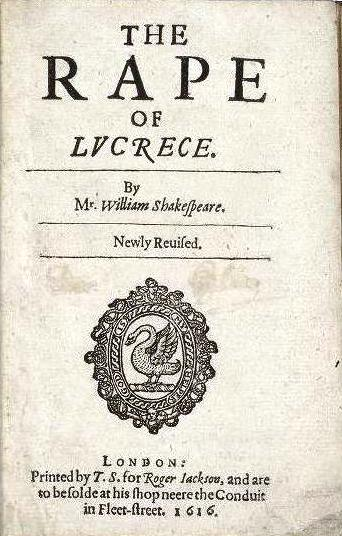
Couverture de la sixième édition de The Rape of Lucrece (1616).

Le Viol de Lucrèce apparut au Registre des Libraires le 9 mai 1594, et fut publiée plus tard dans l'année, dans un format in-quarto imprimé par Richard Field pour le libraire John Harrison l'Aîné; Harrison mit le livre en vente dans son magasin à l'enseigne du Lévrier blanc (White Greyhound) sur le parvis de la cathédrale Saint-Paul de Londres. Le titre sur la page de garde portait seulement le nom Lucrèce, mais la reprise du titre à travers tout le volume, de même que l'en-tête du texte, était Le Viol de Lucrèce. Les droits furent transférés de Harrison vers Roger Jackson en 1614, et ce dernier publia une sixième édition (O5) en 1616. D'autres éditions in octavo suivirent en 1624, 1632 et 1655.

## Contexte historique

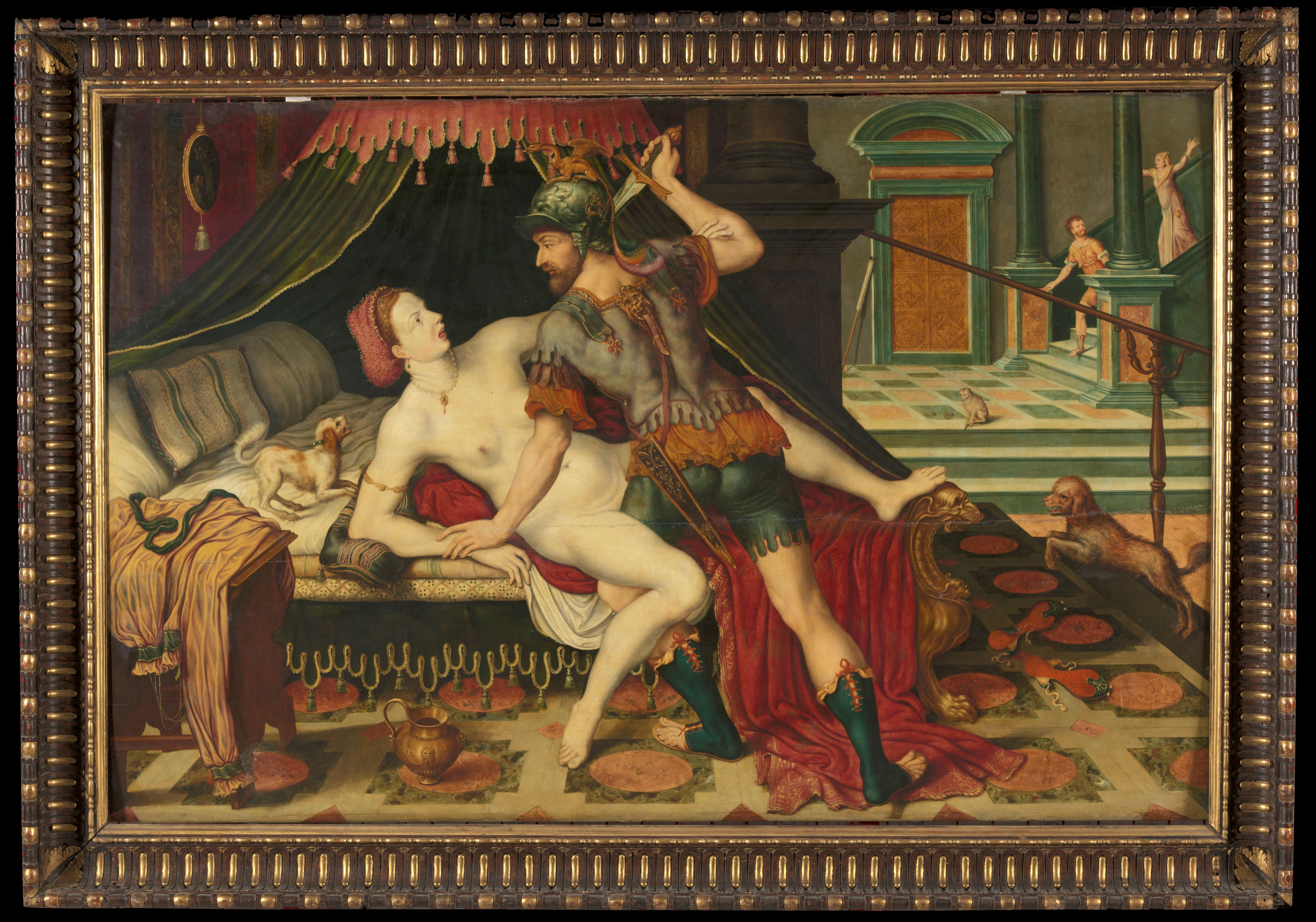
Peinture anonyme représentant le viol de Lucretia par Sextus Tarquin, 1575.

L'histoire de Lucrèce s'inspire de celle décrite à la fois par Ovide dans ses Fastes et par Tite-Live dans son Histoire de Rome. En 509 av. J.-C., Sextus Tarquin, fils de Tarquin, roi de Rome, viole Lucretia (Lucrèce), la femme de Collatinus qui faisait partie de la suite aristocratique du roi. À la suite de cet événement, Lucrèce se suicide. Son corps est alors exposé dans le forum romain par le neveu du roi. Ceci mène ensuite à une révolte contre les Tarquins menée par Lucius Junius Brutus, puis au bannissement de la famille royale et à la fondation de la République de Rome.